# فاليري أسابوف
فاليري غريغوريفيتش أسابوف (بالروسية: Валерий Григорьевич Асапов)‏؛ (1 يناير 1966 – 23 سبتمبر 2017) كان قائدًا عسكريًا روسيًا شغل قبل مقتله منصب الفريق العام للقوات البرية الروسية. ووفقًا لوزارة الدفاع الروسية، فقد قُتل في 23 سبتمبر 2017 بعد أن أطلق مسلحو تنظيم الدولة الإسلامية قذائف هاون بالقرب من مدينة دير الزور أثناء التدخل العسكري الروسي في الحرب الأهلية السورية، مما جعله أكبر ضابط روسي قتل في المعركة حتى الآن خلال الحرب الأهلية السورية. وصفت وزارة الدفاع منصب أسابوف في سوريا بأنه رئيس مجموعة المستشارين العسكريين الروس في سوريا.

## التعليم والوظيفة
وُلد فاليري أسابوف في منطقة مالميزسكي في أوبلاست كيروف، لعائلة من الطبقة العاملة باعتباره الأكبر من بين أربعة أشقاء في العائلة. تخرج من مدرسة كلية ريازان الإنزال الجوي العسكرية وتم تكليفه برتبة ملازم عام 1987.
بدأ مسيرته العسكرية في فرقة الهجوم الجوي للحرس 76 ومقرها بسكوف، بعد أن ترقى إلى منصب قائد كتيبة.
في العام 1992 حتى 1993، خدم فاليري أسابوف في أوسيتيا الجنوبية. في يناير 1995، تم إرساله إلى الشيشان في جنوب روسيا. لقد أصيب بجروح خطيرة خلال معركة غروزني أثناء الحرب الشيشانية الأولى. ثم خضع لعملية جراحية أربع مرات في مؤسسات طبية مختلفة وتعافى تمامًا بعد عام، لكنه ظل أعرجًا.
دخل أكاديمية ميخائيل فاسيليفتش فرونز العسكرية في عام 1997 وحصل على درجة في عام 2000، حيث تم تعيينه نائب قائد سابق لفوج الحرس المستقل الجوي 345 الذي كان آنذاك جزءً من قوة حفظ السلام المتمركزة في المنطقة الانفصالية الجورجية من أبخازيا. وفي عام 2001، تم تعيينه قائدًا لنفس الفوج. في عام 2003، أصبح العقيد أسابوف النائب الأول لقائد فرقة فرقة حرس الإنزال الجوي الثامنة والتسعين ومقرها إيفانوفو، وبعد 18 شهرًا أصبح رئيسًا لأركان الفرقة. في 2003-2004، شارك في الحرب الشيشانية الثانية.
في عام 2007، تم نقله من قوات الإنزال الجوي الروسية إلى القوات البرية وأصبح قائد الفرقة المدفعية الرشاشة الثامنة عشر ومقرها جزر الكوريل في الشرق الأقصى.
في عام 2011 تخرج من الأكاديمية العسكرية في هيئة الأركان العامة للقوات المسلحة الروسية. في يونيو، تم تعيين العقيد فاليري أسابوف قائدًا لحرس لواء البندقية الآلية السابعة والثلاثين (في كياختا) للجيش السادس والثلاثين المتمركز في بورياتيا.
في 23 فبراير 2013، مُنح الكولونيل فاليري أسابوف، قائد لواء البندقية الآلية، الدرجة الرابعة من وسام الاستحقاق الوطني قبل الرئيس الروسي فلاديمير بوتين. تمت ترقيته إلى رتبة لواء في 8 مايو 2013.
في أوائل عام 2014، تولى اللواء جنرال أسابوف قيادة الفيلق الثامن والستين للجيش الذي أعيد إلى منصبه على أساس الوحدات المتمركزة بالفعل في سخالين وجزر الكوريل: فرقة المدفعية الرشاشة الثامنة عشر، واللواء التاسع والثلاثين المنفصل بنادق آلية.
في يوليو 2015، تم نقله إلى المنطقة العسكرية الجنوبية، ووفقًا لمديرية الاستخبارات الرئيسية بوزارة الدفاع الأوكرانية ومصادر أخرى، فقد شارك تحت الاسم المستعار «بريماكوف» في التدخل العسكري الروسي في أوكرانيا كقائد لفيلق الجيش الأول لجمهورية دونيتسك الشعبية. في 11 يونيو 2016، تمت ترقية أسابوف مرة أخرى إلى رتبة فريق.
في أغسطس 2016، تم تعيين الفريق فاليري أسابوف قائدًا لجيش الراية الحمراء الخامس. لقد أُرسل إلى سوريا منذ فبراير 2017، حيث ترأس مجموعة المستشارين العسكريين الروس، بحسب مصادر رسمية روسية. قيل بشكل غير رسمي أنه تم تعيينه في مركز قيادة الفيلق الخامس للجيش السوري قبل مقتله بوقت قصير.

## الموت
في 23 سبتمبر 2017، قُتل أسابوف على يد تنظيم الدولة الإسلامية أثناء القتال بالقرب من دير الزور أثناء مساعدة الجيش السوري.

## الذكرى

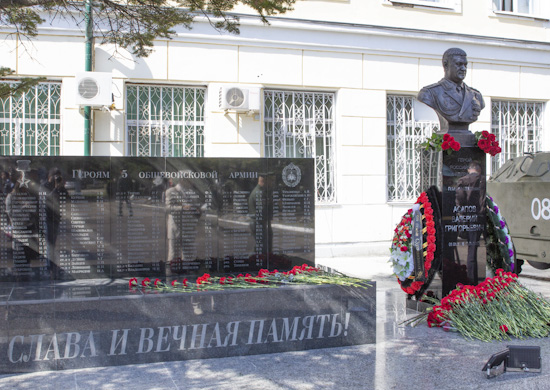
نصب تذكاري في ذكرى أسابوف في أوسورييسك

دُفن مع مرتبة الشرف العسكرية الكاملة في المقبرة العسكرية الاتحادية بالقرب من موسكو في 27 سبتمبر؛ حضر الجنازة رئيس الأركان العامة فاليري غيراسيموف. اعترف غيراسيموف بـ«مساعدة أسابوف التي لا تقدر بثمن لقيادة الجيش السوري في التخطيط والقيام بعمليات عسكرية ضد الإرهابيين الدوليين». منح الرئيس فلاديمير بوتين، بمرسوم رئاسي، أسابوف لقب بطل الاتحاد الروسي بعد وفاته. وقد بقيت زوجته وطفلاه.

## ردود الفعل الرسمية والتحقيق
قال نائب وزير الخارجية الروسي، سيرجي ريابكوف، بعد وقت قصير من وفاته، إن «مقتل القائد الروسي هو الثمن، والثمن الدموي، للسياسة الأمريكية ذات الوجهين في سوريا». في الوقت نفسه، قتلت غارات جوية روسية في أماكن أخرى من سوريا 37 مدنيا على الأقل، بينهم 12 طفلًا، في عدة مواقع وقرى في منطقة جسر الشغور شمال غرب محافظة إدلب.
قال عضو بارز في مجلس الاتحاد الروسي إن هناك معلومات استخباراتية تشير إلى أن القتل قد حدث بسبب الخيانة وأن التحقيقات ذات الصلة ما زالت مستمرة.
في 26 سبتمبر 2017، أفادت وسائل الإعلام الروسية أن مقتله، وفقًا للتحقيق الأولي الذي أجرته الحكومة السورية، كان ممكنًا نتيجة لتسريب معلومات حول موقعه الدقيق للعدو.